# Viggo Dorph-Petersen
Viggo Theodor Dorph-Petersen (Ishøj (Dinamarca), 9 de febrer de 1851 - Perpinyà, 23 de juliol de 1937) fou un arquitecte d'origen danès instal·lat a la Catalunya Nord, d'estil modernista, que va esdevenir arquitecte de referència de la burgesia del Rosselló de l'època i va deixar una àmplia obra repartida per tot el territori.

## Biografia
Nascut a Barfredshøj, una finca agrícola del municipi d'Ishøj, a la perifèria de Copenhaguen, fill de Carl Frederik August Petersen i Charlotte Margrethe Dorph, fou el vuitè d'onze germans. Treballant de fuster i ebenista a la seva joventut, estudià arquitectura a Copenhaguen, diplomant-se el 1879. El 1880 anà a perfeccionar els seus estudis a l'Escola de Belles Arts de París. Allà començà a treballar en un despatx on rebé, el 1883, l'encàrrec de construir un hotel a Vernet, al Conflent.
A partir d'aquest moment es traslladà a Catalunya Nord, es domicilià a Perpinyà i comença a rebre encàrrecs de la burgesia del Rosselló, coincidint amb la puixança econòmica de l'època del fin de siècle.
El seu estil clàssic però, a la vegada, modernista en les tècniques rebé una gran acollida entre les famílies benestants del moment i acabà construint un gran catàleg de mansions i palaus que deixà una gran empremta en l'urbanisme de la regió.
Els seus edificis són opulents i magnífics, guarnits al gust de l'època amb vidrieres, ceràmiques, teulades amb decoració, amb mansardes i torretes.
Petersen visqué a Perpinyà fins a la seva mort als 87 anys. És enterrat al cementiri de La Ròcha Focaud, a Charente.

## Obres
Algunes de les seves obres principals són:

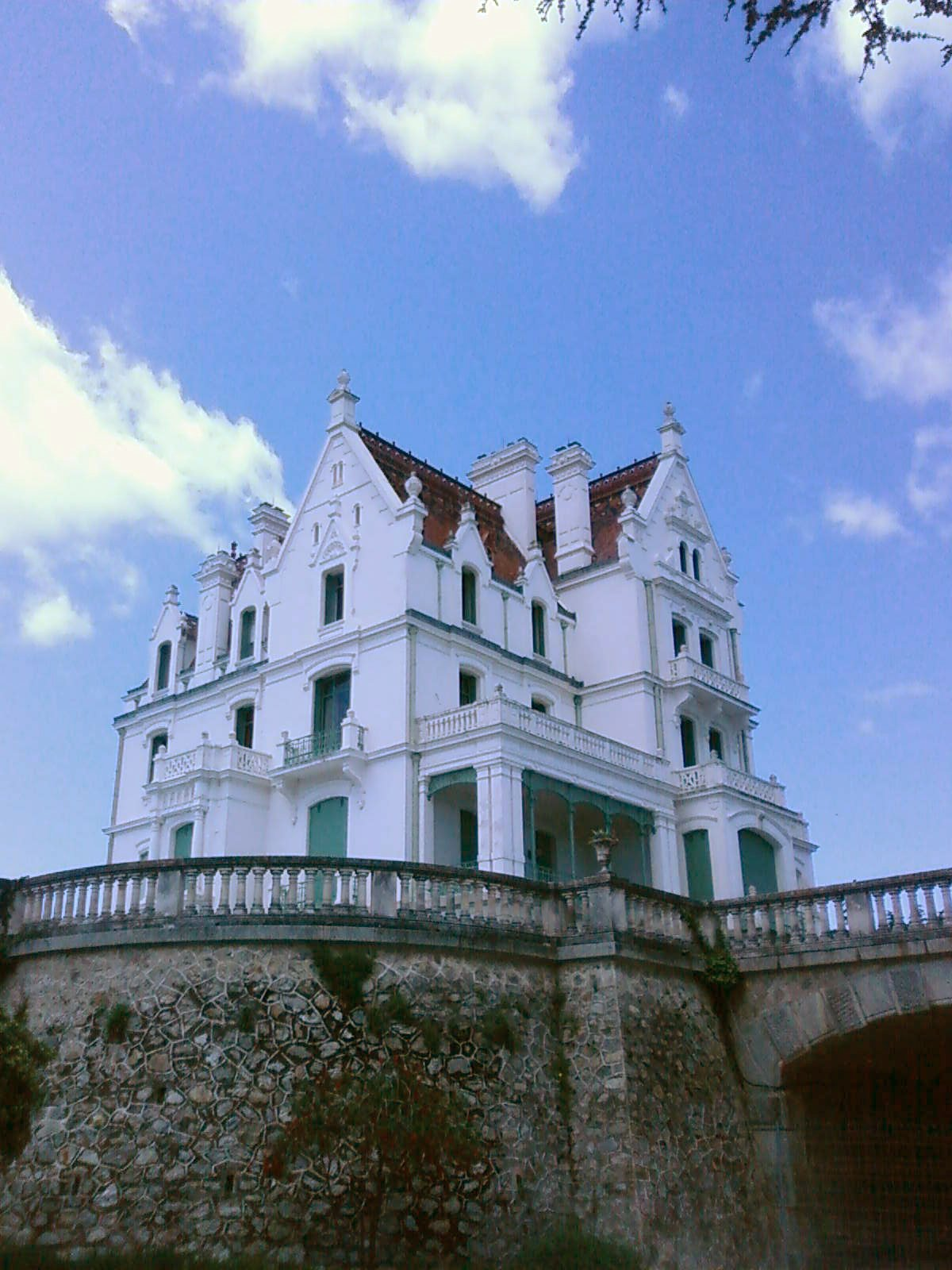
El castell de Valmy a Argelers.

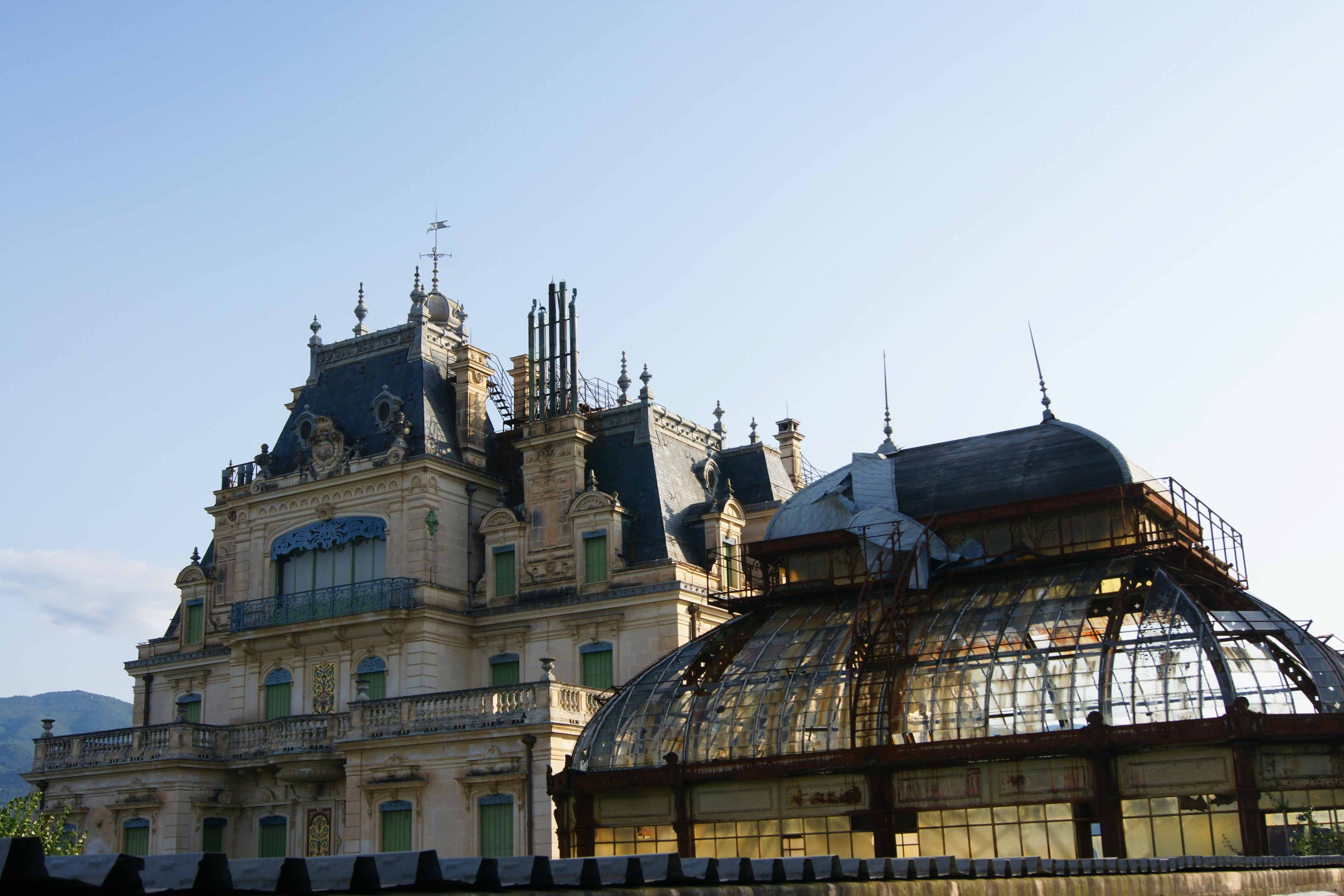
El castell d'Aubiry a Ceret.

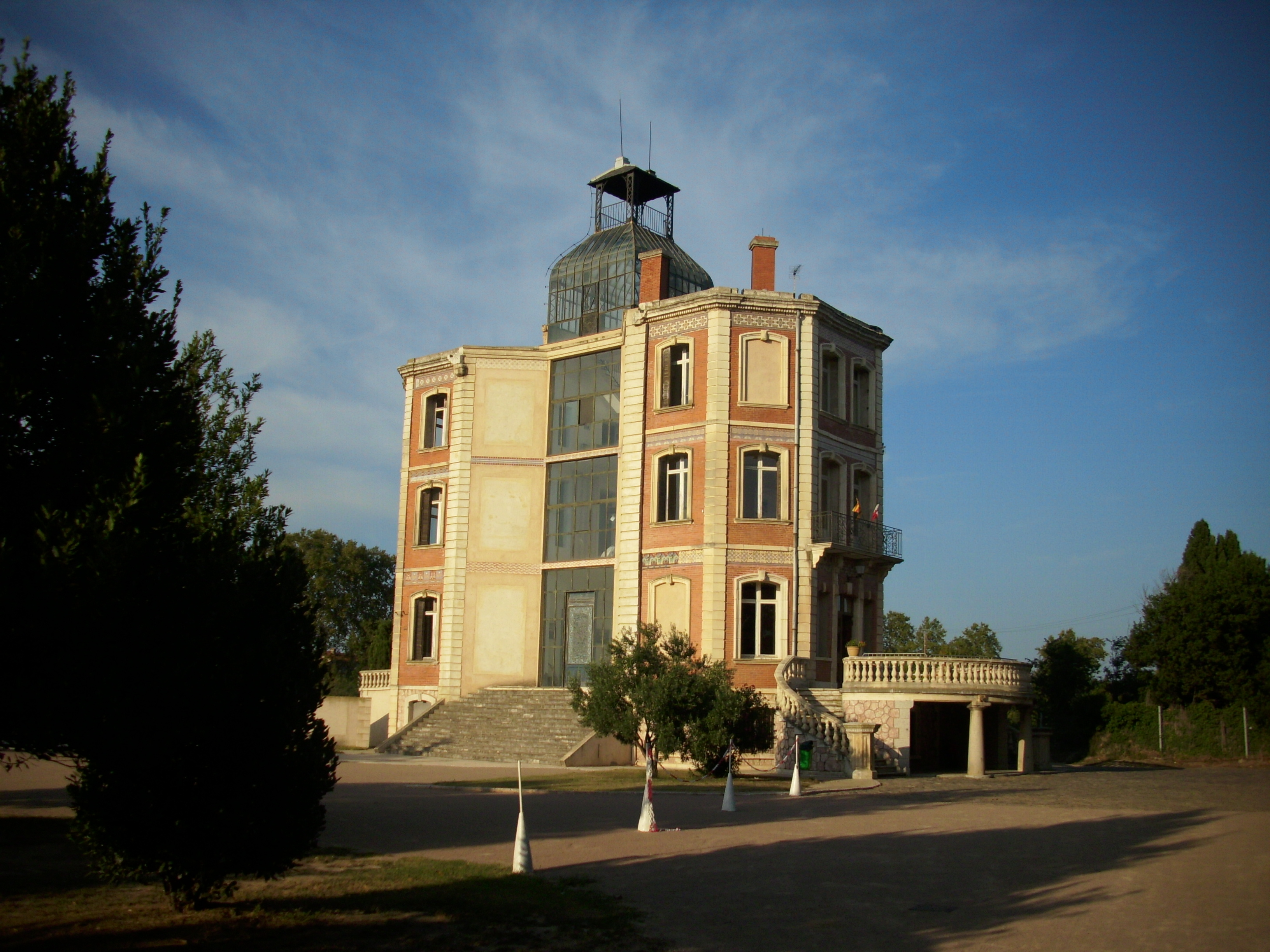
La Maternitat Suïssa d'Elna.

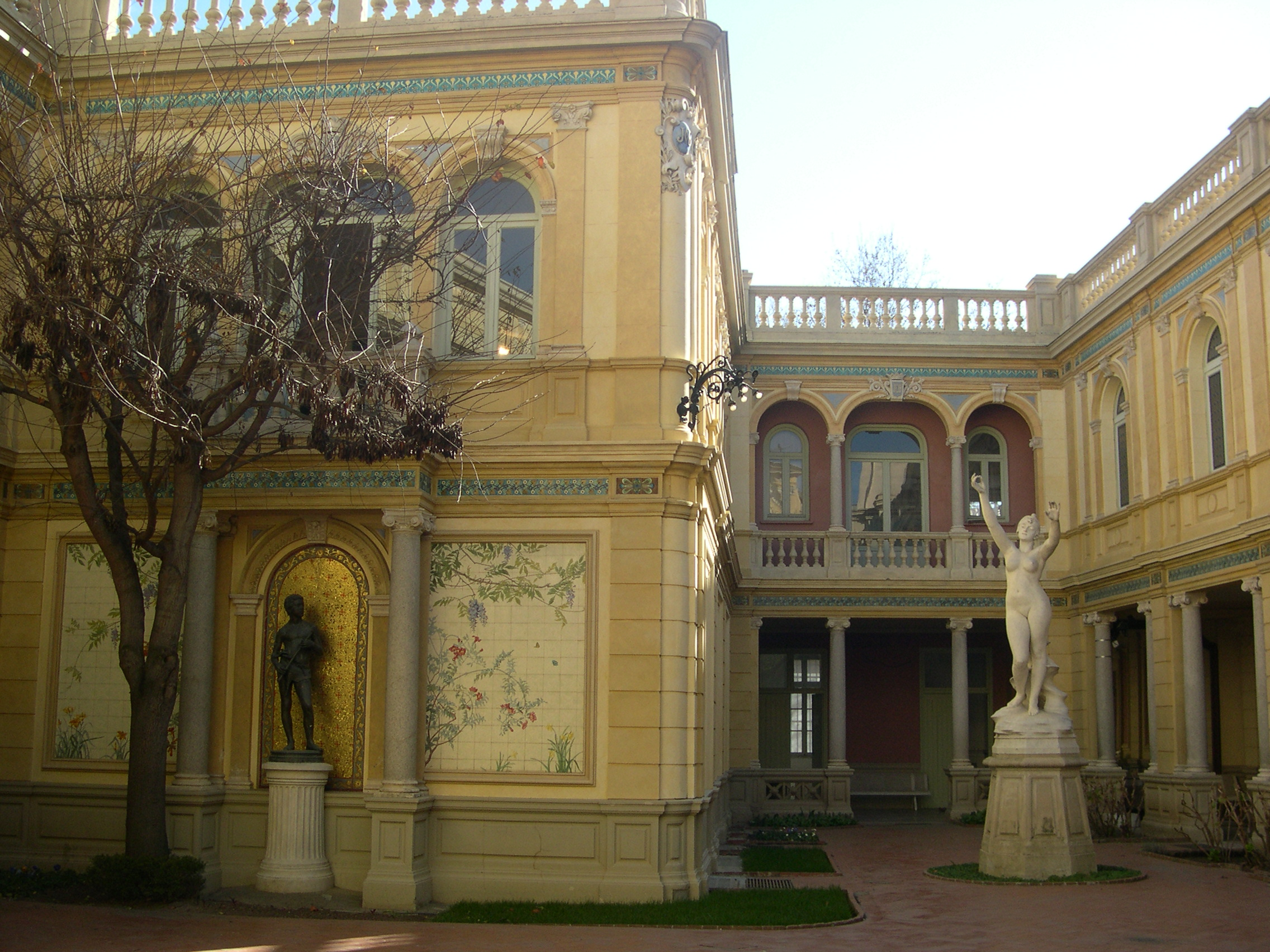
La casa Pams a Perpinyà.

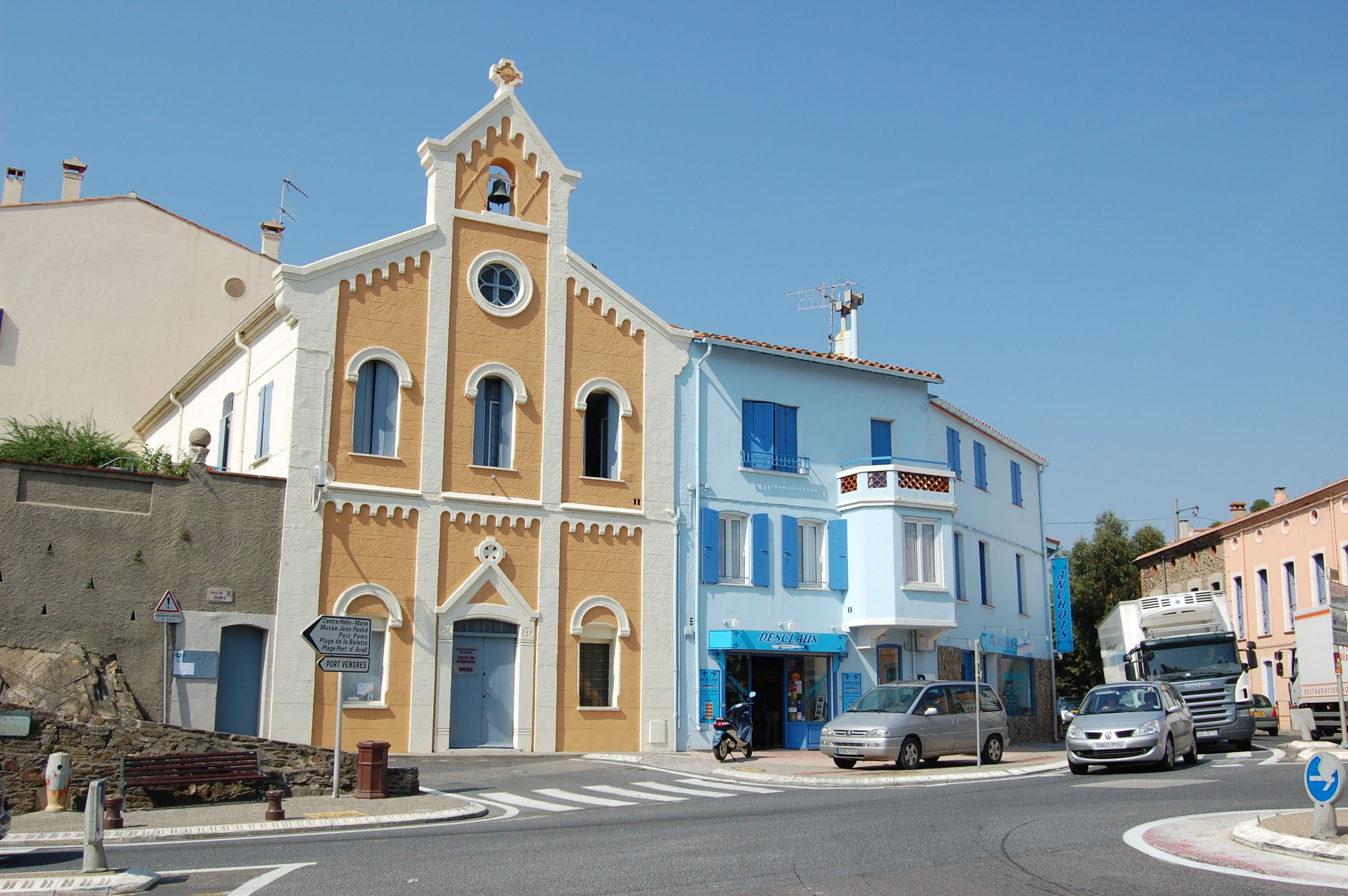
El temple protestant de Cotlliure.

- A Argelers, el castell de Valmy per a una de les filles de l'industrial Pierre Bardou.
- A Argelers, l'establiment termal L'Oasis.
- A Banyuls, la Vil·la Camille.
- A Banyuls, la Vil·la Théré.
- A Brullà, el castell de Pourteils.
- A Canet de Rosselló, el castell de l'Esparrou per a la família Sauvy.
- A Ceret, el castell d'Aubiry per al fill de l'industrial Pierre Bardou.
- A Ceret, la Vil·la Jeanne d'Arc.
- A Cotlliure, l'església protestant.
- A Elna, l'edifici de la Maternitat Suïssa.
- A Elna, la Vil·la de la família Lazerne.
- A Palau del Vidre. la Vil·la Villeclare.
- A Perpinyà, el castell de Ducup de Sain Paul per a una de les filles de l'industrial Pierre Bardou.
- A Perpinyà, la Vil·la Les Tilleuls per a Joseph Puig.
- A Perpinyà, l'hotel Drancourt.
- A Perpinyà, la casa Gibrat.
- A Perpinyà, la Casa de Beneficència.
- A Perpinyà, l'immoble Parès.
- A Perpinyà, l'immoble Pams-Bouvier.
- A Perpinyà, el Cafè de la Llotja.
- A Pesillà de la Ribera. l'església de les Santes Hòsties.
- A Portvendres, la casa Pams per a Juli Pams.
- A Sant Hipòlit de la Salanca, la Vil·la Rozès.
- A Tuïr, la Vil·la Palauda per a la família Violet.
- A Vernet, l'Hotel de Portugal.